# 派恩萊弗 (佛羅里達州聖羅薩縣)
派恩萊弗（英語：Pine Level）是位於美國佛羅里達州聖羅薩縣的一個人口普查指定地區。

## 地理
派恩萊弗的座標為30°53′21″N 87°10′10″W / 30.88917°N 87.16944°W，而該地最高點為海拔高度29米（即95英尺）。

## 人口
根據2010年美國人口普查的數據，派恩萊弗的面積為17.60平方千米，當中陸地面積為17.40平方千米，而水域面積為0.20平方千米。當地共有人口227人，而人口密度為每平方千米12人。